# (466794) 2015 BT45
(466794) 2015 BT45 es un asteroide perteneciente al cinturón de asteroides, descubierto el 17 de octubre de 1995 por el equipo Spacewatch desde el Observatorio Nacional de Kitt Peak (Arizona, Estados Unidos).